# Антарктичний інститут Аргентини

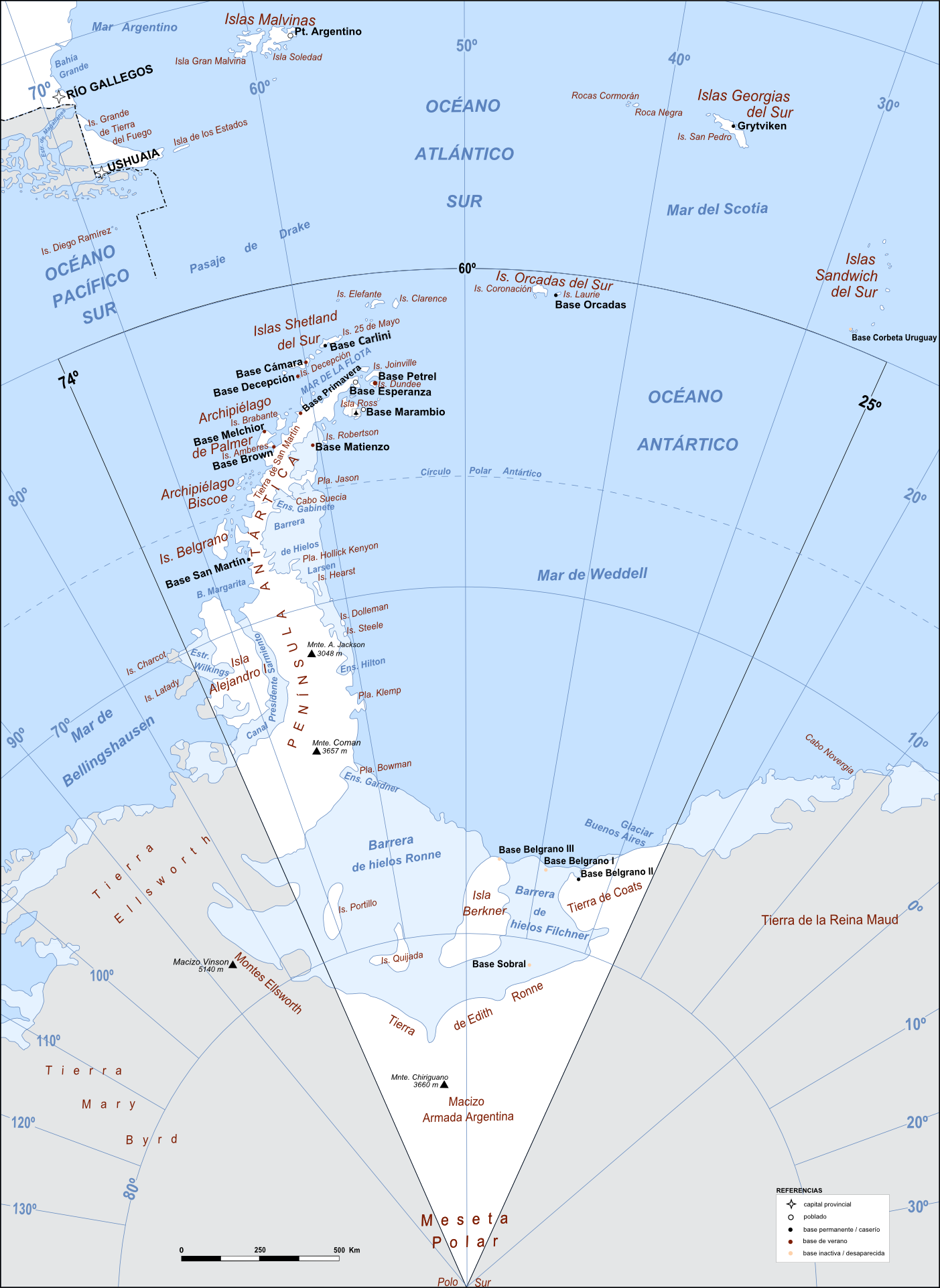
Сектор на який претендує Аргентина

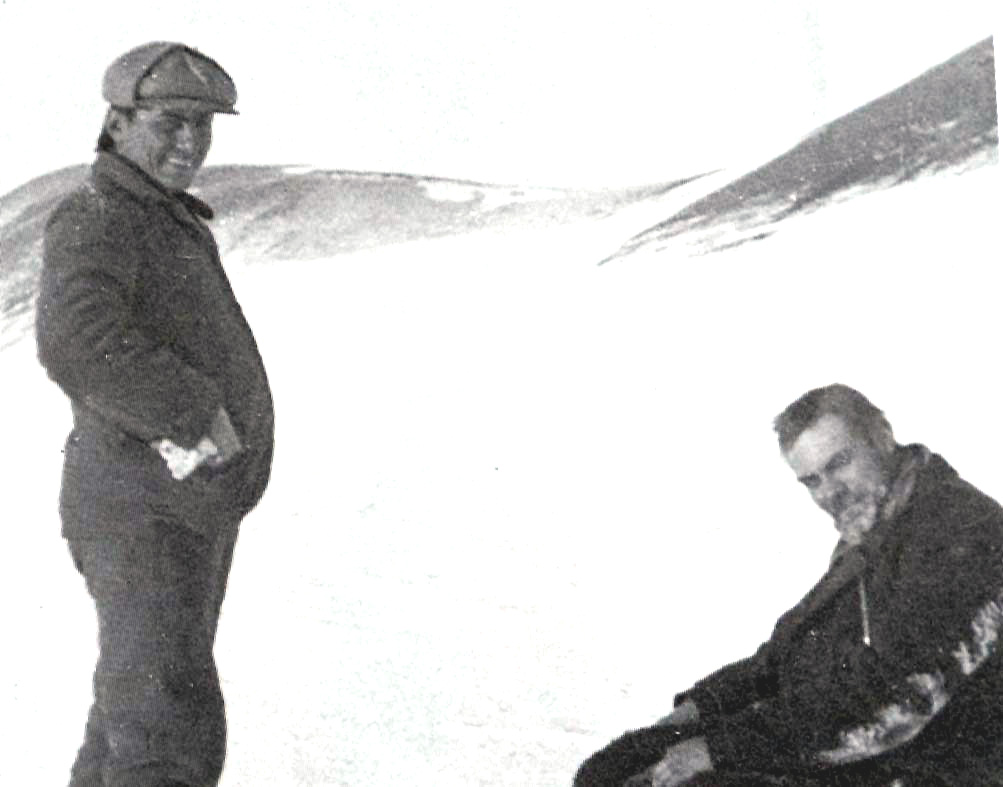
Хосе Собраль з Отто Норденшельдом. (1903 р.)

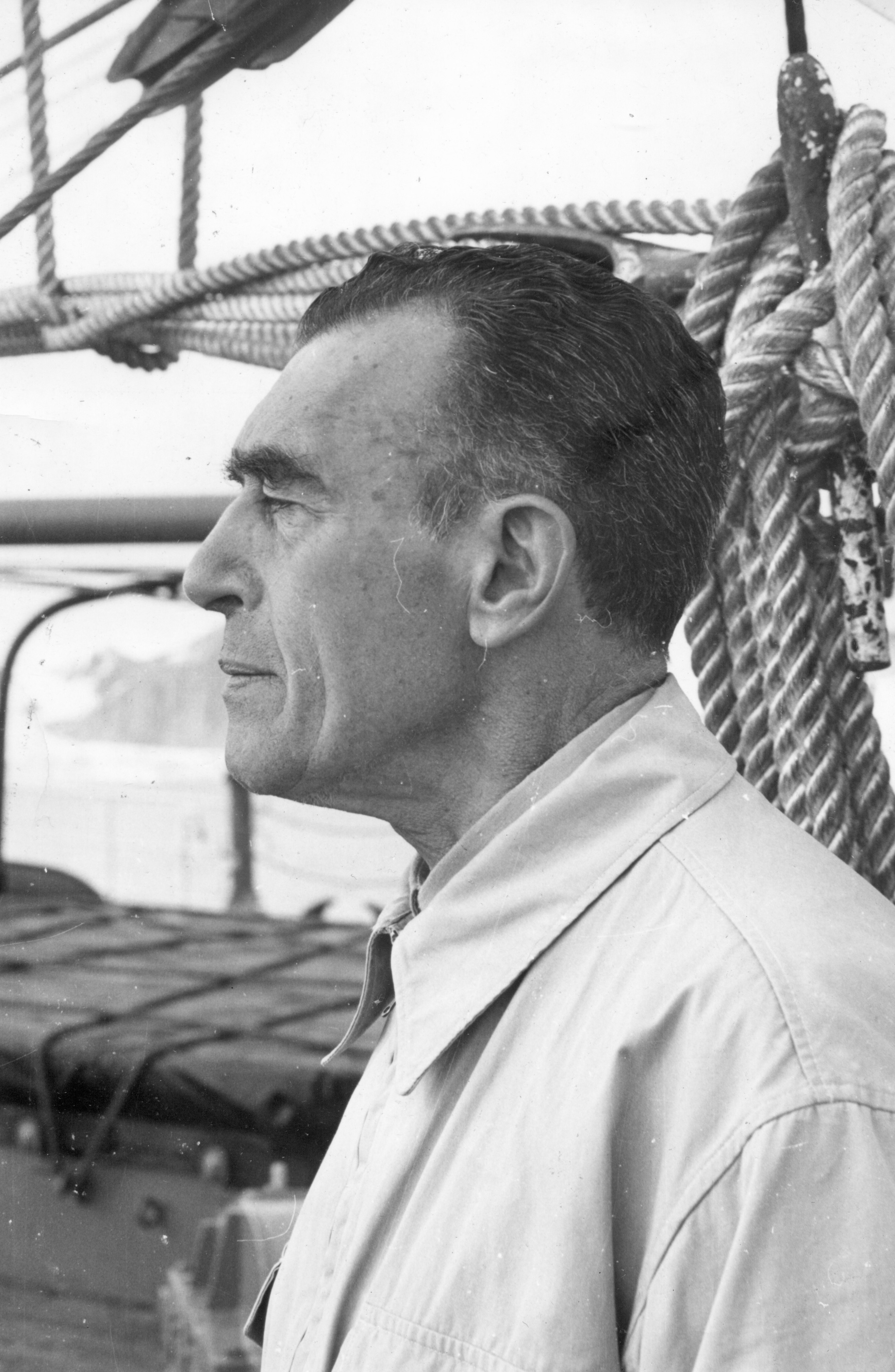
Ернан Пухато — перший директор Антарктичного інституту

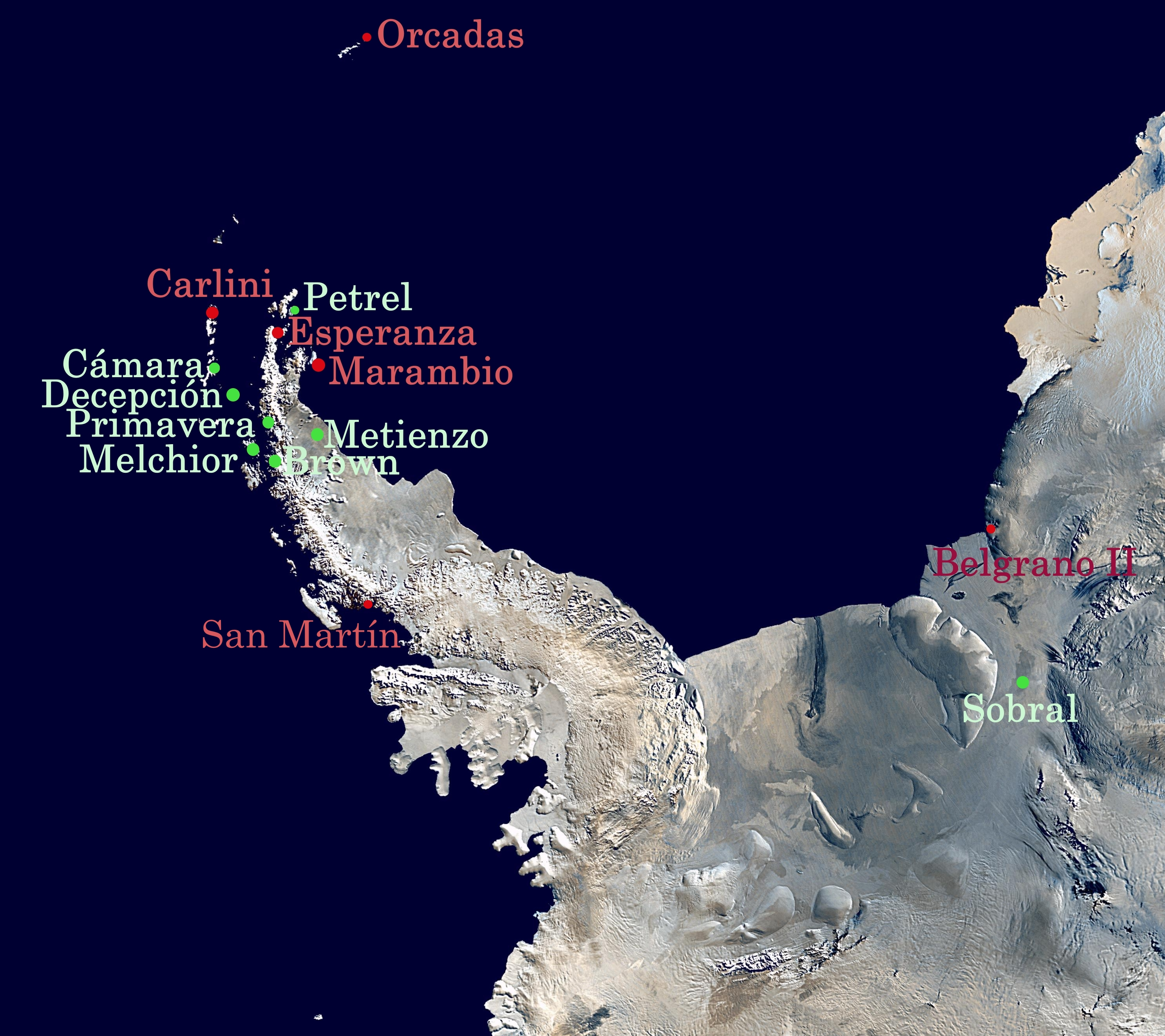
Аргентинські антарктичні станції (постійні позначені червоним, сезонні — білим)

Антарктичний інститут (ісп. Instituto Antartico Argentino, IAA) — науково-дослідна установа Аргентини, що відповідає за планування, координацію та контроль діяльності у секторі відомому як Аргентинська Антарктида, на який країна претендує як частину своєї національної території.
Інститут знаходиться під патронатом Національної дирекції Антарктики (Dirección Nacional del Antártico), яка у свою чергу залежить від Міністерства закордонних справ, міжнародної торгівлі та віросповідання Аргентини, у сфері консультування цього міністерства з наукових питань Антарктики, та здійснення представництва перед Науковим комітетом з антарктичних досліджень.

## Історія

### До створення інституту
Історія присутності Аргентини у Антарктиці починається з експедиції Хосе Собраля (José María Sobral), якого вважають батьком «аргентинської Антарктиди» і національним героєм, у кінці 1901 року.
У 1903 році корвет ВМС Аргентини «Уругвай» (ARA Uruguay), під командуванням Хуліана Ірісара (Julián Irízar) успішно врятував шведську експедицію Отто Норденшельда. У 1904 році постійна присутність Аргентини в Антарктиді розпочалася з відкриття бази Оркадас на острові Лорі. Аргентина була єдиною державою, яка мала антарктичну базу протягом 40 років, допоки британці не побудували базу на тих же островах.
1 квітня 1940 року було здійснено перший радіозв'язок між базою Оркадас (позивний LSX) та Буенос-Айресом (LU 7 ET).
7 лютого 1942 року літак-амфібія Stearman, який вирушив до вантажного судна «ARA 1 de Mayo», здійснив перший політ над Антарктидою.
13 грудня 1947 року літак морської авіації Douglas DC-4, керований Gregorio Portillo, пролетів над полярним колом за 15 годин 30 хвилин польоту.

### Антарктичний інститут
Інститут було створено 17 квітня 1951 року, указом президента Хуана Домінго Перона. В указі наголошувалось про необхідність існування спеціалізованого відомства, що здійснюватиме координацію науково-технічного характеру, пов'язану з діяльністю Аргентинської Антарктики, під патронатом Національної дирекції Антарктики. Таким чином, народився перший у світі Антарктичний інститут, який став установою, що поєднала усі науково-технічні дисципліни в одній галузі, посилюючи свій міждисциплінарний характер. Ініціатором заснування та першим директором Антарктичного інституту був генерал Ернан Пухато (Hernán Pujato).
26 січня 1956 року було затверджено регламент Антарктичного інституту, завдяки якому було встановлено науково-технічний характер цієї установи, під егідою
Морського міністерства (Ministerio de Marina, 1898—1958). Новим директором IAA був призначений контр-адмірал Rodolfo N. M. Panzarini, який займав цю посаду у 1956-57 та 1958-68 роках.
Інститут брав участь у Міжнародному геофізичному році (1957—1958) та у Міжнародному році спокійного Сонця (1964—1965). Між 1958 і 1963 роками він керував антарктичною станцією «Елсворт» (Estación Científica Ellsworth), у морі Ведделла, після передачі її Аргентині Сполученими Штатами. 29 листопада 1964 року ВМС Аргентини передали інституту об'єкти, які вони мали у затоці Райська гавань, де 17 лютого 1965 року було відкрито станцію Браун.
З 1970 по 2003 рік інститут був підпорядкований Національній дирекції Антарктики при Міністерстві оборони, виконуючи адміністративні та матеріально-технічні функції.
У 2003 році Національна дирекція Антарктики та Антарктичний інститут були підпорядковані відділу зовнішньої політики Секретаріату закордонних відносин Міністерства закордонних справ. А у 2004 році Дирекція та інститут перейшли безпосередньо у пряме підпорядкування міністерства.
У березні 2015 року у кампусі Національного університету Сан-Мартіна було відкрито новий офіс площею 1900 м². Нова будівля включає дев'ять науково-дослідних лабораторій, які призначені виключно для використання інститутом.

## Основні напрямки діяльності
- розроблення та виконання програм досліджень в галузі гідрометеорології, океанографії, гідрології, гідрохімії кліматології, гляціології, геофізики, водних ресурсів та екології
- прогнозно-аналітична діяльність у районі полярних областей
- координація наукової діяльності та забезпечення подальшого розвитку діяльності антарктичних станцій
- підготовка та проведення комплексних наземних та морських експедицій у Антарктиці;
- міждисциплінарні дослідження у сфері захисту навколишнього природного середовища

Напрямки досліджень вирішуються на основі антарктичних проблем, які розглядаються на міжнародних форумах. Серед тем, яким присвячують дослідження, є: глобальне потепління, розрідження озонового шару та вивчення того, як на це впливає дія
антропогенних чинників, таких як CO2 та хлорфторвуглеводні (CFC).